# Saint-Martin-d'Arrossa
 Saint-Martin-d'Arrossa  (en vasco Arrosa) es una población y comuna francesa, en la región de Aquitania, departamento de Pirineos Atlánticos, en el distrito de Bayona y cantón de Montaña Vasca.

## Heráldica
En campo de azur, una torre de oro, mazonada y abierta de sable, adiestrado de una maza de plata, puesta en banda y acompañada de una onda de plata, puesta en punta.

## Demografía
| Gráfica de evolución demográfica de Saint-Martin-d'Arrossa entre 1954 y 2012 |
|                                                                              |

Fuentes: Ldh/EHESS/Cassini e INSEE.